# 63. pehotna divizija (ZDA)
63. pehotna divizija (izvirno angleško 63rd Infantry Division) je bila pehotna divizija Kopenske vojske ZDA.